# Ashraf Hasanov
Ashraf Hasan oglu Hasanov (en azerí: Əşrəf Həsən oğlu Həsənov; Shaki, 29 de enero de 1909 – Bakú, 9 de agosto de 1983) fue un director de orquesta de Azerbaiyán, que obtuvo la distinción de Artista del Pueblo de la República Socialista Soviética de Azerbaiyán en 1959.

## Biografía
Ashraf Hasanov nació el 29 de enero de 1909 en la ciudad de Shaki.
Entre 1927 y 1932 estudió en la clase de dirección de orquesta de la Academia de Música de Bakú. Después, continuó su educación en la clase de dirección del Conservatorio de Moscú entre 1933 y 1938.
Entre 1938 y 1950 dirigió la orquesta sinfónica del Comité de Radio de Azerbaiyán. De 1938 a 1979 trabajó como director en el Teatro de Ópera y Ballet Académico Estatal de Azerbaiyán. Entre 1949 y 1962 dirigió el departamento de preparación de ópera en la Academia de Música de Bakú. Fue profesor asociado.
Ashraf Hasanov dirigió las óperas como "Leyli y Medzhnun", "Koroğlu" de Uzeyir Hajibeyov, "La traviata", "Aida" de Giuseppe Verdi, "Carmen" de Georges Bizet en el Teatro de Ópera y Ballet Académico Estatal de Azerbaiyán. Realizó las giras por Georgia, Rusia, Turquía, Ucrania, Bulgaria, Alemania, República Checa y otros países.
Ashraf Hasanov falleció el 9 de agosto de 1983 en Bakú.

## Premios y títulos
- 1938 – Orden de la Insignia de Honor
- 1940 - Artista de Honor de la RSS de Azerbaiyán
- 1959 - Artista del Pueblo de la RSS de Azerbaiyán